# 1896 en santé et médecine
| Années de la santé et de la médecine : 1893 - 1894 - 1895 - 1896 - 1897 - 1898 - 1899    |
| Décennies de la santé et de la médecine : 1860 - 1870 - 1880 - 1890 - 1900 - 1910 - 1920 |

Cet article présente les faits marquants de l'année 1896 en santé et médecine.

## Événements
- Le terme de « psychologie expérimentale » est consacré en France lors de la création d'un des premiers « laboratoires de psychologie et de linguistique expérimentale », à Rennes, par le philosophe et psychologue Benjamin Bourdon[1].
- 5 février : Sigmund Freud envoie deux articles qui parlent pour la première fois de « psycho-analyse ». L'un sera publié en français le 30 mars, l'autre en allemand le 15 mai.
- 10 février : Arsène d’Arsonval présente devant l’Académie des sciences une note préparée par Albert Londe, « Application de la méthode de Röntgen ». La « méthode de Röntgen » (l'utilisation des rayons X) date alors de quelques mois à peine[2]. Le 4 juin, le Dr Édouard Brissaud utilise la méthode, avec Londe, pour localiser un projectile dans la tête de quelqu'un[3],[4].
- 26 février : création de l’Association féminine norvégienne de Santé Publique (no) (NKS)[5].
- 4-23 juillet : le docteur Victor Despeignes entreprend à Lyon de traiter un cancer de l'estomac par des rayons X. Il réalise ainsi le premier essai de radiothérapie[6].

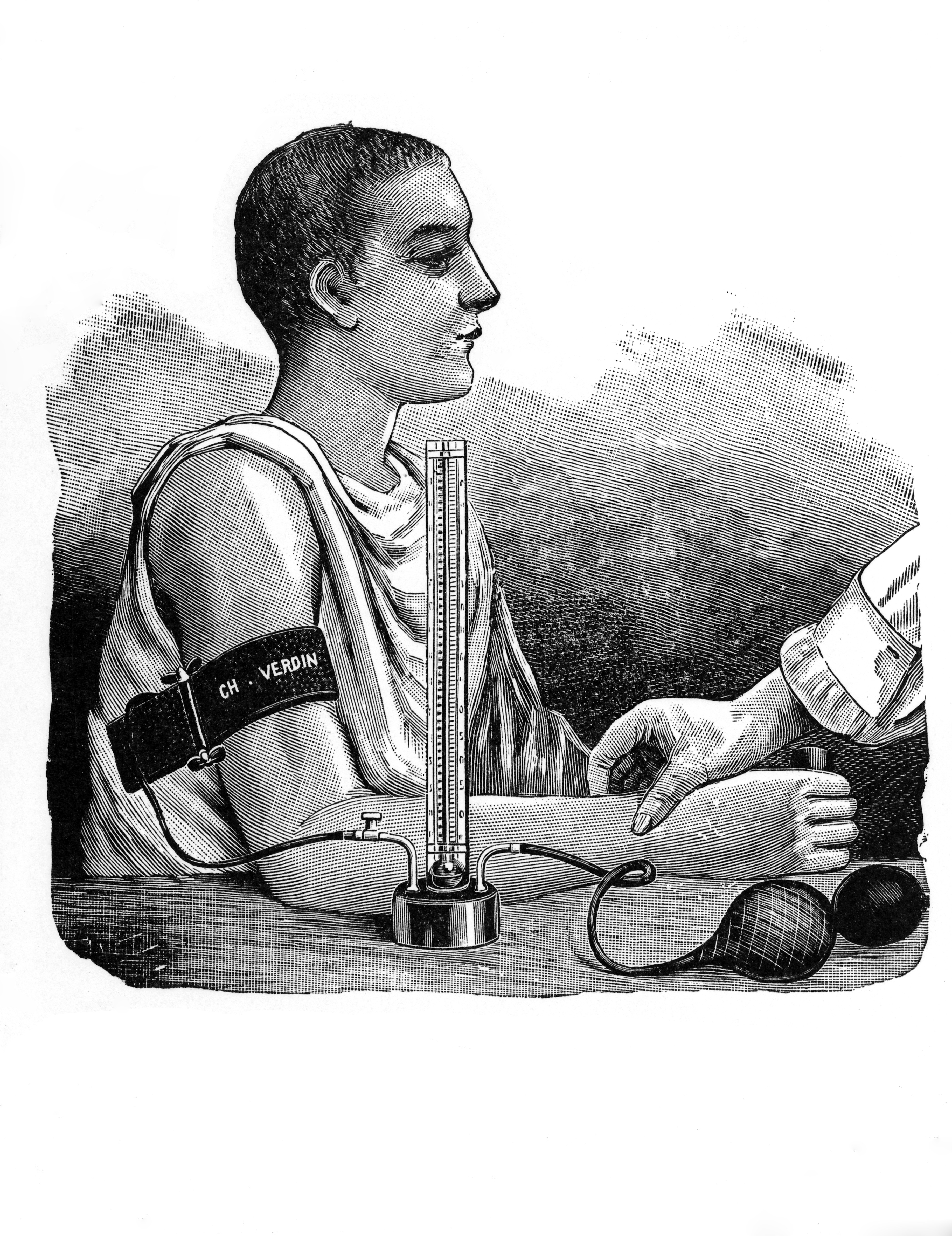
Le sphygmomanomètre de Scipione Riva-Rocci.

- 10 décembre : la Gazette de Turin présente le sphygmomanomètre inventé par le médecin italien Scipione Riva-Rocci pour mesurer la tension artérielle[7].

- Henry Koplik décrit le signe de Koplik, signe précoce caractéristique de la rougeole[8].
- Le docteur Fernand Widal développe une technique de diagnostic de la fièvre typhoïde (test de Widal)[9].
- Première description du syndrome de Marfan[10].

- Le psychiatre autrichien Richard von Krafft-Ebing emploie dans la dixième édition de son ouvrage Psychopathia sexualis l’expression latine pædophilia erotica pour désigner la  « pédophilie érotique »[11].

### Épidémies et catastrophes
- Été : une vague de chaleur de dix jours atteint New York, tuant près de 1 500 personnes. Theodore Roosevelt, alors maire de la ville, fait distribuer de la glace aux pauvres[12].
- Fièvre jaune à Cuba. L'hôpital espagnol de La Havane a plus de cent patients : « personne n'allait jamais mieux, on commençait par se replier, et quand les pieds et la tête se touchaient, c'était la mort[13] ».
- Fin de l'épidémie de choléra en Hongrie[14].

## Publication
- Jean Crocq : Les névroses traumatiques. Étude pathologique et clinique .
- Havelock Ellis (1859-1939) publie Das konträre Geschlechtsgefühl, un des premiers ouvrages à aborder l'homosexualité sans en faire une maladie[15],[16].

## Prix
- Médailles de la Royal Society
  - Médaille Copley : Karl Gegenbaur (1826-1903), anatomiste allemand, pour ses recherches en anatomie comparée dans toutes les branches du règne animal.
  - Médaille Davy : Henri Moissan (1852-1907), pharmacien et chimiste français.

- Médaille linnéenne : George James Allman (1812-1898), médecin et botaniste irlandais.

## Naissances
- 19 juillet :
  - Stafford L. Warren (mort en 1981), radiologue américain, inventeur de la mammographie.
  - A. J. Cronin (mort en 1981), médecin écossais, connu comme auteur de romans et d'essais.

## Décès
- 25 juin : Samuel Leonard Tilley (né en 1818), pharmacien et homme politique canadien, un des pères de la Confédération canadienne.
- 18 juillet : Joséphine Rostkowska (née en 1784), médecin militaire polonaise.
- 26 novembre : Emil du Bois-Reymond, médecin allemand, fondateur de l'électrophysiologie[17].

Sans date
- Gilbert Déclat (né en 1827), médecin français, pionnier de l'usage du phénol pour la désinfection.
- H. H. Holmes, médecin américain, tueur en série[18].